# Erhardt Hentschel (General)

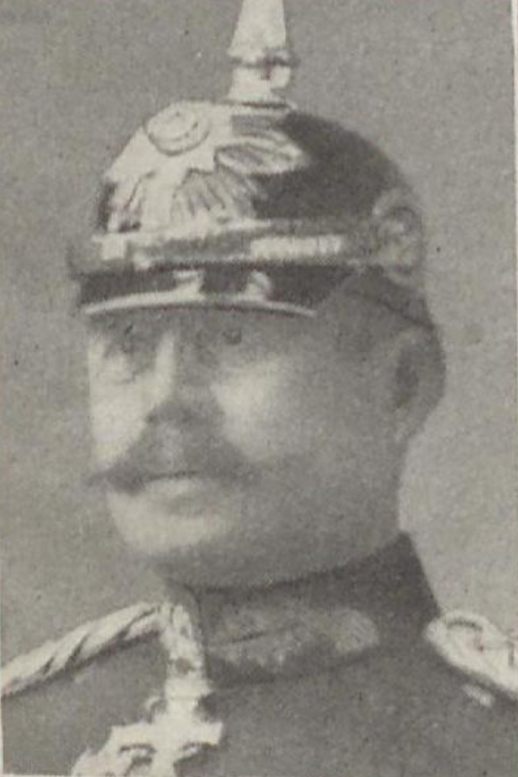
Erhardt Hentschel

Johannes Wilhelm Erhardt Hentschel (* 22. November 1851 in Pulsnitz; † 22. Dezember 1927 in Berlin) war ein sächsischer Generalleutnant.

## Leben
Hentschel war Bruder des sächsischen Professors am Dresdner Kadettenhaus Martin Hentschel († 1898). Von 1865 bis Mitte Juni 1868 besuchte er die Fürstenschule St. Afra in Meißen. Am 1. Januar 1870 trat er als Fähnrich in das Feldartillerie-Regiment Nr. 12 der Sächsischen Armee ein und diente bei der 12. Batterie der 4. Fuß-Abteilung in Radeberg.
Mit Ausbruch des Krieges gegen Frankreich avancierte Hentschel zum Sekondeleutnant, nahm mit der 1. Schweren Reserve-Fuß-Batterie seines Regiments an der Belagerung von Straßburg teil und wurde nach der Einnahme der Kriegsbesatzung der Festung zugeteilt. Nach Kriegsende wurde zum Festungsartillerie-Regiment in Metz versetzt und nach Beförderung zum Premierleutnant am 28. Juni 1874 als Regimentsadjutant verwendet. 1875 folgte seine Kommandierung als Assistent zur Artillerieprüfungskommission nach Berlin. Unter Beförderung zum Hauptmann trat Hentschel am 1. April 1881 als Chef der 7. Kompanie in seinem Stammregiment wieder in den Truppendienst zurück. Anfang April 1886 wurde er à la suite seines Regiments gestellt und als Mitglied der Artillerieprüfungskommission erneut nach Berlin kommandiert. Unter Belassung à la suite seines Regiments rückte er zum Artillerieoffizier vom Platz in Dresden auf und avancierte mit Patent vom 7. September 1889 zum Major. 1890 wurde Hentschel Vorstand der 1. Abteilung B (Technische Angelegenheiten) im Kriegsministerium und nach der Neuorganisierung des Ministeriums übernahm er 1892 als Chef die IV. Waffen-Abteilung.
Ende März 1893 von dieser Position enthoben, wurde Hentschel Kommandeur der III. Abteilung im 1. Feldartillerie-Regiment Nr. 12 in Dresden und in dieser Eigenschaft Mitte Oktober 1893 zum Oberstleutnant befördert. Daran schloss sich am 18. Dezember 1894 seine Versetzung als Kommandeur der II. Abteilung im Fußartillerie-Regiment Nr. 12 an. Am 13. Dezember 1895 beauftragte man ihn unter Stellung à la suite zunächst in der Führung des Regiments, bevor er am 19. April 1896 zum Kommandeur ernannt und am 11. Dezember 1896 zum Oberst befördert wurde. Unter Stellung à la suite seines Regiments erfolgte am 22. Februar 1899 seine Ernennung zum Direktor der Vereinigten Artillerie-Werkstätten und Depots. In dieser Eigenschaft erhielt Hentschel im April 1899 die Erlaubnis zur Annahme des preußischen Kronen-Ordens II. Klasse. Mit der Umbenennung seiner bisherigen Dienststelle in „Zeugmeisterei“ zum 18. Dezember 1899 führte er die Dienstbezeichnung „Oberzeugmeister“. In dieser Stellung wurde er am 20. April 1900 mit einem Patent vom 4. Juli 1899 zum Generalmajor befördert. In Genehmigung seines Abschiedsgesuches wurde Hentschel am 14. Januar 1903 mit Pension und der Erlaubnis zum Tragen seiner Uniform zur Disposition gestellt. Anlässlich seiner Verabschiedung verlieh ihm König Georg das Komturkreuz II. Klasse seines Verdienstordens.
Im Ruhestand stand er in engsten Beziehungen zu den Grusonwerken und betätigte sich weiter auf artilleristisch-technischen Gebieten.
Nach Ausbruch des Ersten Weltkrieges stellte er sein Eigenheim in Schierke am Harz als Offiziersheim zur Verfügung. Er selbst fand bei der Artillerieprüfungskommission Verwendung und errichtete in seinem Eigenheim die Sammelstelle für erbeutete Akten, Druckschriften und Schriftstücke. Er schied noch während des Krieges aus dem aktiven Dienstverhältnis aus und erhielt 1915 den Charakter als Generalleutnant.